# Vennecy
Vennecy est une commune française, située dans le département du Loiret en région Centre-Val de Loire.

## Géographie

### Localisation

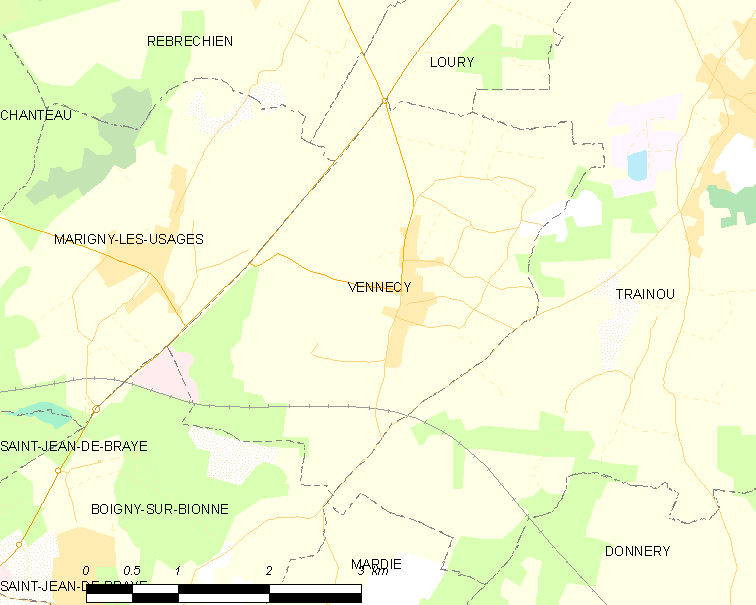
Carte de la commune de Vennecy et des communes limitrophes.

La commune de Vennecy se trouve dans le quadrant nord-ouest du département du Loiret, dans la région agricole de l'Orléanais et l'aire urbaine d'Orléans.  À vol d'oiseau, elle se situe à 12,4 km  d'Orléans, préfecture du département, et à 13,0 km de Neuville-aux-Bois, ancien chef-lieu du canton dont dépendait la commune avant mars 2015. La commune fait partie du bassin de vie d'Orléans.
Les communes les plus proches sont : Marigny-les-Usages (3 km), Rebréchien (3,9 km), Boigny-sur-Bionne (4,3 km), Traînou (4,3 km), Donnery (5,4 km), Loury (5,8 km), Chanteau (6,6 km), Fay-aux-Loges (6,9 km), Chécy (7,1 km) et Mardié (7,4 km).

### Lieux-dits et écarts
Maison rouge, les Barres.

### Géologie et relief

Carte géologique de la commune de Vennecy.
m3-p1SASo : Sables et argiles de Sologne (Langhien supérieur à Pliocène inférieur.)
m2MSO : Marnes et sables de l'Orléanais (Burdigalien)
m2MCO : Marnes et calcaires de l'Orléanais (Burdigalien)
m1CPi : Calcaires de Pithiviers (Aquitanien)

La région d’Orléans se situe dans le sud du Bassin parisien, vaste cuvette composée d’un empilement de couches sédimentaires d’origines essentiellement détritiques (issus de l’érosion d’anciennes chaînes de montagnes) et carbonatées (précipitation de carbonate de calcium). Ces dépôts s'étagent du Trias (- 250 millions d’années) au Pliocène (- 23 millions d’années) et se font surtout en contexte marin, mais aussi en milieu lacustre. Les successions de périodes glaciaires et interglaciaires au Quaternaire aboutissent à la configuration géomorphologique actuelle : altération plus ou moins profonde des roches en place, terrasses alluviales anciennes perchées sur les plateaux et incision de la vallée actuelle de la Loire,.
Les calcaires de Beauce, qui constituent le socle du territoire communal, se forment à l'Aquitanien (de - 23 à - 20,5 millions d’années). Leur partie supérieure, les calcaires de Pithiviers (m1CPi) et les marnes et calcaires de l'Orléanais (m2MCO), affleure sur les flancs de la Bionne, en limite séparative nord-ouest de la commune. Cette formation est constituée d’un calcaire beige, crème, carié, vacuolaire, dur ou marneux. Fragmentés et fissurés, les calcaires peuvent être le siège de phénomènes karstiques. Les circulations préférentielles d’eaux souterraines érodent ces calcaires en profondeur et entraînent la formation de dépressions, gouffre ou dolines. Les manifestations en surface de ces fragilités ne sont pas rares dans la région orléanaise. 29 cavités ont été inventoriées par le service régional Centre du BRGM sur la commune, en octobre 2003, principalement des dolines (dépressions circulaires ou elliptiques liée à l'activité karstique).
Les marnes et sables de l’Orléanais (m2MSO), premiers dépôts burdigaliens (de – 20,44 à – 15,97 millions d'années) recouvrant les calcaires de Beauce, occupent la quasi-totalité du territoire communal. Ces sables sont essentiellement composés de grains de quartz émoussés, accompagnés de feldspaths kaolinisés et friables, de silex à patine noire et de graviers calcaires particulièrement fréquents à la base de la formation,.
Cette formation est elle-même surmontée par les sables et argiles de Sologne (m3-p1SASO), datés du Langhien supérieur au Pliocène inférieur, une formation composée de sables (quartz gneissique ou granitique) argileux très grossiers à fins et de lentilles d’argile verte, pure ou sableuse, occupant une petite surface à l'extrême nord-est de la commune.
Le territoire communal est relativement plat puisque la dénivelée maximale est de 29 mètres. L'altitude du territoire varie en effet de 106 mètres à 135 mètres,.

### Climat
Pour des articles plus généraux, voir Climat du Centre-Val de Loire et Climat du Loiret.
En 2010, le climat de la commune est de type climat océanique dégradé des plaines du Centre et du Nord, selon une étude du CNRS s'appuyant sur une série de données couvrant la période 1971-2000. En 2020, Météo-France publie une typologie des climats de la France métropolitaine dans laquelle la commune est exposée à un climat océanique altéré et est dans la région climatique Moyenne vallée de la Loire, caractérisée par une bonne insolation (1 850 h/an) et un été peu pluvieux.
Pour la période 1971-2000, la température annuelle moyenne est de 10,8 °C, avec une amplitude thermique annuelle de 15,2 °C. Le cumul annuel moyen de précipitations est de 673 mm, avec 10,5 jours de précipitations en janvier et 7,3 jours en juillet. Pour la période 1991-2020, la température moyenne annuelle observée sur la station météorologique de Météo-France la plus proche, sur la commune de Loury à 6 km à vol d'oiseau, est de 11,8 °C et le cumul annuel moyen de précipitations est de 757,1 mm,. Pour l'avenir, les paramètres climatiques de la commune estimés pour 2050 selon différents scénarios d'émission de gaz à effet de serre sont consultables sur un site dédié publié par Météo-France en novembre 2022.

## Toponymie
Le nom de la localité est attesté sous les formes [De] Venetiaco au XIe s. (Archives Départementales du Loiret-H, abbaye Saint-Mesmin de Micy) ; [Gaufridus de] Venetiaco en 1263 (Cartulaire de Beaugency, charte 92, p. 108) ; [Gaufridus de] Veneceyo le 28 avril 1263 (Cartulaire de Beaugency, charte 161, p. 189) ; Veneci en 1274 (Cartulaire de Voisins, p. 102) ; [Monseur Guillaume de] Venecy, 20 juillet 1282 (Cartulaire de Beaugency, charte 112, p. 129) ; Veneciacus en 1321 (Cartulaire de Sainte-Croix d’Orléans, p. 541) ; Vennecy en décembre 1466 (Archives Nationales-JJ 202, n° 7, fol. 6); Venecy en 1740 (Bibliothèque Municipale d’Orléans, Manuscrit 995, fol. 255) ; Venneci et Vennecy au XVIIIe s. (Carte de Cassini).
D'un bas latin *Venetiacus. Venaesius est un nom de personne d’origine gauloise, suivi du suffixe de possession -acum (comprendre gaulois *-ācon).

## Histoire

### Révolution française et Empire

#### Nouvelle organisation territoriale
Le décret de l'Assemblée Nationale du 12 novembre 1789 décrète « il y aura une municipalité dans chaque ville, bourg, paroisse ou communauté de campagne ». Ce décret ne crée pas encore les communes, mais les municipalités, témoignant et entretenant une confusion entre l'institution et le territoire et ouvrant la porte à un nombre considérable de municipalités.  En 1790, dans le cadre de la création des départements, le Loiret compte alors 367 municipalités, rattachées à 59 cantons et 7 districts. La municipalité de Venneci est rattachée au canton de Rébréchien et au district de Neuville. Le terme « commune », au sens de l’administration territoriale actuelle, est imposé par le décret de la Convention nationale du 10 brumaire an II (31 octobre 1793) : « La Convention nationale, sur la proposition d’un membre, décrète que toutes les dénominations de ville, bourg ou village sont supprimées et que celle de commune leur est substituée ». Ainsi la municipalité de Venneci devient formellement « commune de Venneci » en 1793.
Les cantons sont supprimés, en tant que découpage administratif, par une loi du 26 juin 1793, et ne conservent qu'un rôle électoral, permettant l’élection des électeurs du second degré chargés de désigner les députés,. La Constitution du 5 fructidor an III, appliquée à partir de vendémiaire an IV (1795) supprime les districts, considérés comme des rouages administratifs liés à la Terreur, mais maintient les cantons qui acquièrent dès lors plus d'importance en retrouvant une fonction administrative. Enfin, sous le Consulat, un redécoupage territorial visant à réduire le nombre de justices de paix ramène le nombre de cantons dans le Loiret de 58 à 31,. Vennecy est alors rattachée au canton Chécy et à l'Arrondissement d'Orléans par arrêté du 9 vendémiaire an X (1er octobre 1801),,. En 1806, la commune est rattachée au canton de Neuville-aux-Bois, un canton nouveau formé d'une commune de l'ancien canton d'Ingré, supprimé, de sept communes issues du canton de Neuville et de trois issues du canton de Patay. Cette organisation va rester inchangée jusqu'en 2014.

## Urbanisme

### Typologie
Au 1er janvier 2024, Vennecy est catégorisée bourg rural, selon la nouvelle grille communale de densité à sept niveaux définie par l'Insee en 2022.
Elle est située hors unité urbaine. Par ailleurs la commune fait partie de l'aire d'attraction d'Orléans, dont elle est une commune de la couronne,. Cette aire, qui regroupe 136 communes, est catégorisée dans les aires de 200 000 à moins de 700 000 habitants,.

### Occupation des sols
L'occupation des sols de la commune, telle qu'elle ressort de la base de données européenne d’occupation biophysique des sols Corine Land Cover (CLC), est marquée par l'importance des territoires agricoles (81,7 % en 2018), en diminution par rapport à 1990 (84,8 %). La répartition détaillée en 2018 est la suivante : 
terres arables (80,5 %), forêts (10,6 %), zones urbanisées (7,2 %), zones agricoles hétérogènes (1,2 %), zones industrielles ou commerciales et réseaux de communication (0,4 %).
L'évolution de l’occupation des sols de la commune et de ses infrastructures peut être observée sur les différentes représentations cartographiques du territoire : la carte de Cassini (XVIIIe siècle), la carte d'état-major (1820-1866) et les cartes ou photos aériennes de l'IGN pour la période actuelle (1950 à aujourd'hui).

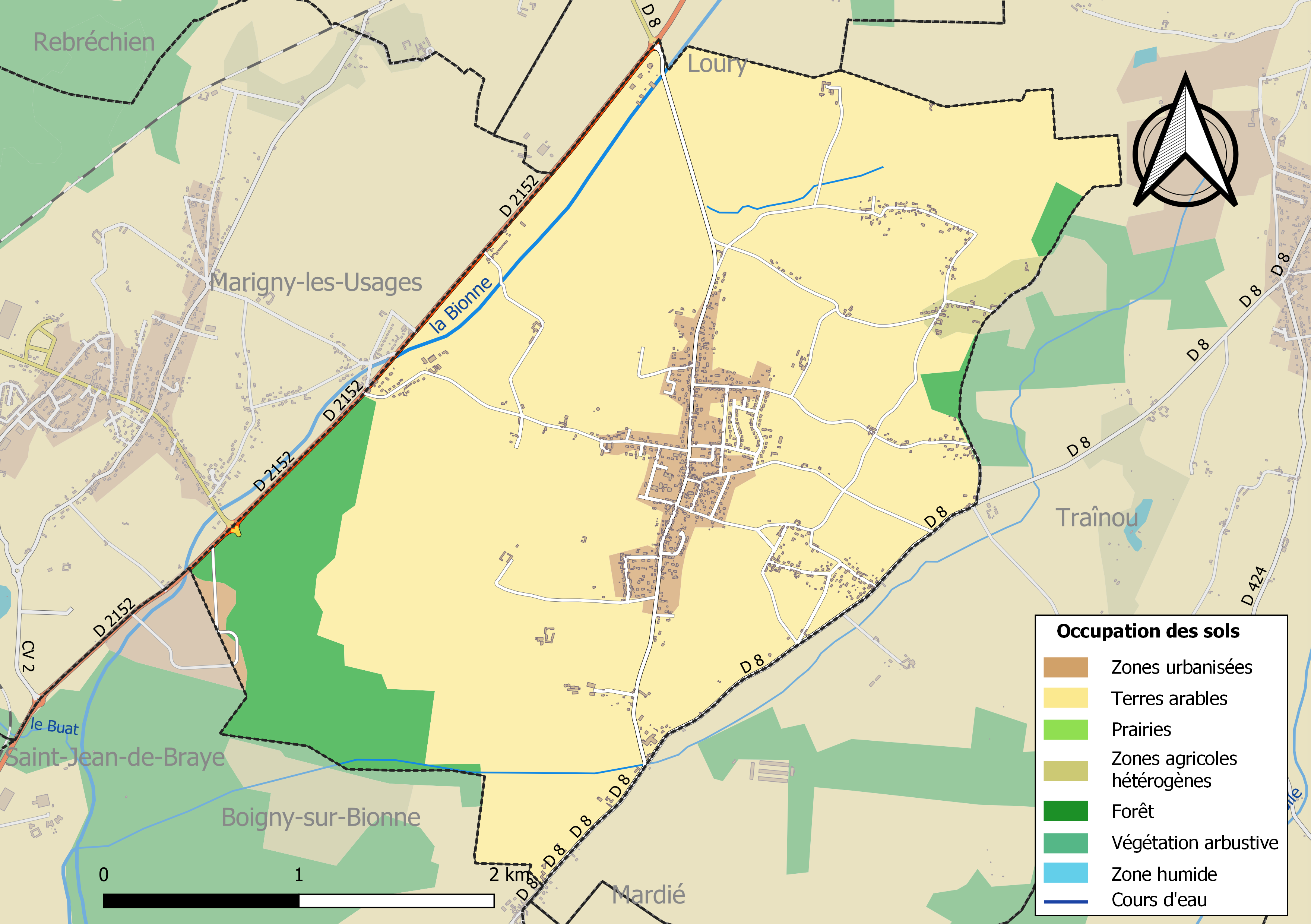
Carte des infrastructures et de l'occupation des sols de la commune en 2018 (CLC).
Carte orthophotographique de la commune en 2016.

### Planification

#### Plan local d'urbanisme
La commune prescrit l'élaboration d'un plan d'occupation des sols en mai 1984. Le document est approuvé en avril 1989 puis modifié à plusieurs reprises en 1991, 1995, 2000 et 2001.
La loi relative à la solidarité et au renouvellement urbains du 13 décembre 2000, dite loi SRU, complétée par la loi urbanisme et habitat du 2 juillet 2003, marque une évolution de la planification urbaine en créant notamment les plans locaux d’urbanisme (PLU), vecteurs de projets de territoire, appelés à se substituer progressivement aux plans d’occupation des sols. Le PLU contient deux éléments nouveaux par rapport au POS : le plan d'aménagement et de développement durable (PADD), qui exprime le projet de la ville par des orientations générales en matière d'urbanisme, de développement, d'équipement et de préservation de l'environnement et les orientations d'aménagement et de programmation (OAP) qui correspondent à des zooms qui peuvent porter sur des quartiers ou secteurs à mettre en valeur, réhabiliter, restructurer ou aménager, ou sur l'aménagement d'un espace public, etc. Dans ce cadre le conseil municipal prescrit la révision du Plan
d’occupation des sols et sa transformation en plan local d'urbanisme le 25 septembre 2003. Après une enquête publique qui se déroule en septembre 2008, le document est approuvé le 1er décembre 2008. Une révision partielle est ensuite approuvée en mars 2013,.

#### Documents d'orientations intercommunaux
La commune est membre du pays Forêt d'Orléans - Val de Loire, qui regroupe 32 communes. En 2012 les Pays Forêt d'Orléans Val de Loire, Loire Beauce et Sologne Val-sud sont les seuls territoires du département du Loiret ne disposant pas de schéma de cohérence territoriale (SCoT). Compte tenu  de l'intérêt de cet outil pour l'avenir des territoires, les élus de ces pays décident d'engager une démarche commune d'élaboration de SCoT. Le comité syndical du Pays Forêt d'Orléans - Val de Loire décide de prendre le 8 octobre 2015 la compétence « élaboration, gestion et suivi du Schéma de Cohérence Territoriale » et, après avis favorable conforme des différentes communes membres (le 12 novembre 2015 pour Vennecy), le préfet approuve la modification des statuts en ce sens le 19 février 2016. Les trois SCoT sont lancés officiellement et simultanément à La Ferté-Saint-Aubin le 21 juin 2014, l'assistance à maîtrise d'ouvrage étant confiée à un seul bureau d'études. Après étude et concertation de 2014 à 2017, le document doit être approuvé en 2018.

### Voies de communication et transports

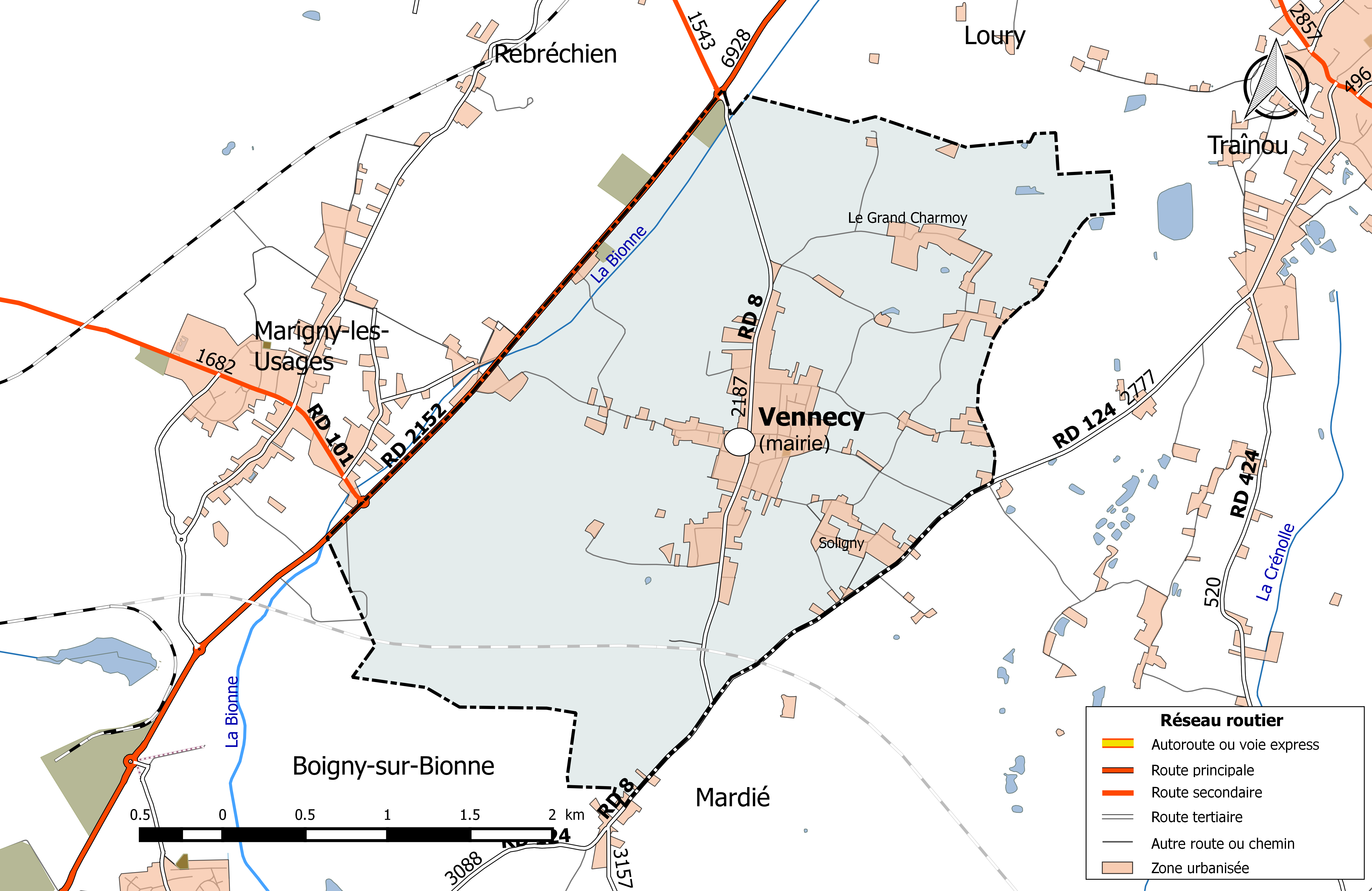
Réseau routier principal de la commune de Vennecy (avec indication du trafic routier 2014).

#### Infrastructures routières
La commune est traversée par deux routes départementales : la RD 2152 (6 928 véhicules/jour), qui relie Malesherbes à Tavers et la RD 8 (2 187 véhicules/jour), qui relie Chécy à Neuville-aux-Bois. Complétant ces voies, la commune est sillonnée de plusieurs voies communales et chemins ruraux  desservant ses fermes et hameaux et les bourgs environnants.

#### Transports en commun routiers
En 2016, Vennecy est desservie par la ligne régulière no 16 du réseau d'autocars interurbains Ulys qui relie Ingrannes - Sully la Chapelle - Traînou - Vennecy - Orléans. Des correspondances SNCF sont assurées à la gare d'Orléans et TAO et Transbeauce à la Gare routière d'Orléans. À compter du 1er janvier 2017, la compétence des services de transports routiers interurbains, réguliers et à la demande est transférée des départements aux régions, et donc localement du département du Loiret à la région Centre-Val de Loire, consécutivement à la loi NOTRe du 7 août 2015. Dans ce cadre, le Réseau de mobilité interurbaine « Rémi » remplace chacun des réseaux de transports interurbains départementaux et en particulier le réseau Ulys dans le Loiret et  entre en service à compter de la rentrée scolaire du 4 septembre 2017.

### Risques majeurs
La commune de Vennecy est vulnérable à différents aléas naturels : climatiques (hiver exceptionnel ou canicule), mouvements de terrains ou sismique (sismicité très faible). Elle est également exposée à un risque technologique : le risque de transport de matières dangereuses. 
Entre 1989 et 2019, cinq arrêtés ministériels ayant porté reconnaissance de catastrophe naturelle ont été pris pour le territoire de la commune  : trois  pour des inondations et coulées de boues et deux pour des mouvements de terrains.

#### Risques naturels
Le territoire de la commune peut être concerné par un risque d'effondrement de cavités souterraines non connues. Une cartographie départementale de l'inventaire des cavités souterraines et des désordres de surface a été réalisée. Il a été recensé sur la commune plusieurs effondrements de cavités.
Par ailleurs le sol du territoire communal peut faire l'objet de mouvements de terrain liés à la sécheresse. Le phénomène de retrait-gonflement des argiles est la conséquence d'un changement d'humidité des sols argileux. Les argiles sont capables de fixer l'eau disponible mais aussi de la perdre en se rétractant en cas de sècheresse. Ce phénomène peut provoquer des dégâts très importants sur les constructions (fissures, déformations des ouvertures) pouvant rendre inhabitables certains locaux. Celui-ci a particulièrement affecté le Loiret après la canicule de l'été 2003. Une grande partie du territoire de la commune est exposée à un aléa « moyen » face à ce risque, selon l'échelle définie par le Bureau de recherches géologiques et minières (BRGM).
Depuis le 22 octobre 2010, la France dispose d’un nouveau zonage sismique divisant le territoire national en cinq zones de sismicité croissante. La commune, à l’instar de l’ensemble du département,  est concernée par un risque très faible.

#### Risques technologiques
La commune est exposée au risque de transport de matières dangereuses, en raison du passage sur son territoire d'un gazoduc,,.

## Politique et administration

### Découpage territorial

#### Intercommunalité
La commune de Vennecy est membre de la communauté de communes de la Forêt, un établissement public de coopération intercommunale (EPCI) à fiscalité propre créé le 1er janvier 2000 dont le siège est à Neuville-aux-Bois. Ce dernier est par ailleurs membre d'autres groupements intercommunaux : le Pôle d’équilibre territorial et rural Forêt d'Orléans-Loire-Sologne (ex pays Forêt d'Orléans-Loire-Sologne), l’Agence Loiret Numérique, le Syndicat mixte de la production d'eau potables de la Sevinerie, le Syndicat mixte pour la collecte et le traitement des déchets ménagers de l'arrondissement de Pithiviers (SMITOMAP), le SMIRTOM de la région d'Artenay, le SM des bassins versants de la Bionne et du Cens.

#### Circonscriptions de rattachement
Sur le plan administratif, elle est rattachée à l'arrondissement d'Orléans, au département du Loiret et à la région Centre-Val de Loire. Sur le plan électoral, elle dépend du  canton de Fleury-les-Aubrais pour l'élection des conseillers départementaux, depuis le redécoupage cantonal de 2014 entré en vigueur en 2015, et de la cinquième circonscription du Loiret  pour les élections législatives, depuis le dernier découpage électoral de 2010.

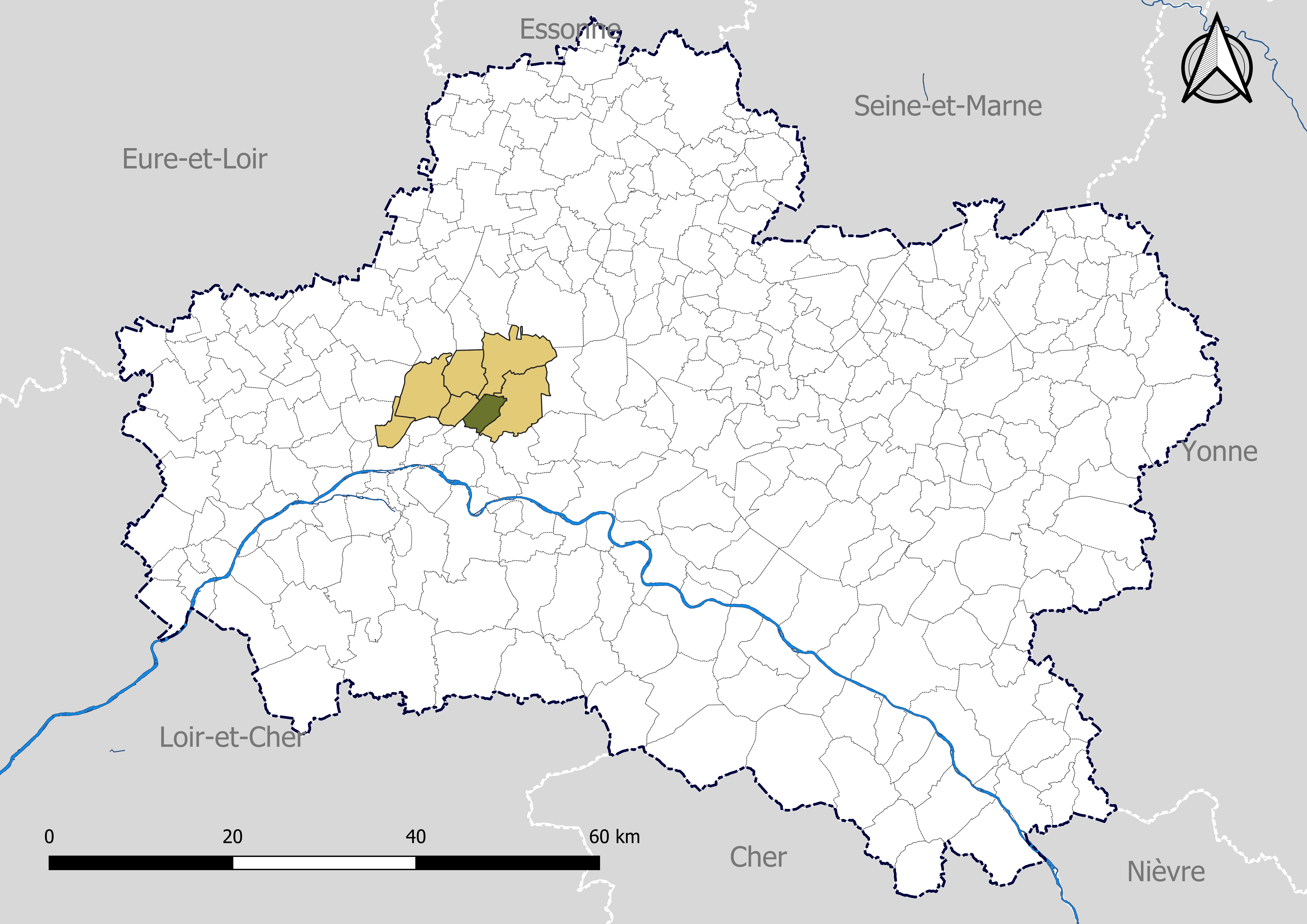
Vennecy dans le canton de Fleury-les-Aubrais en 2020.
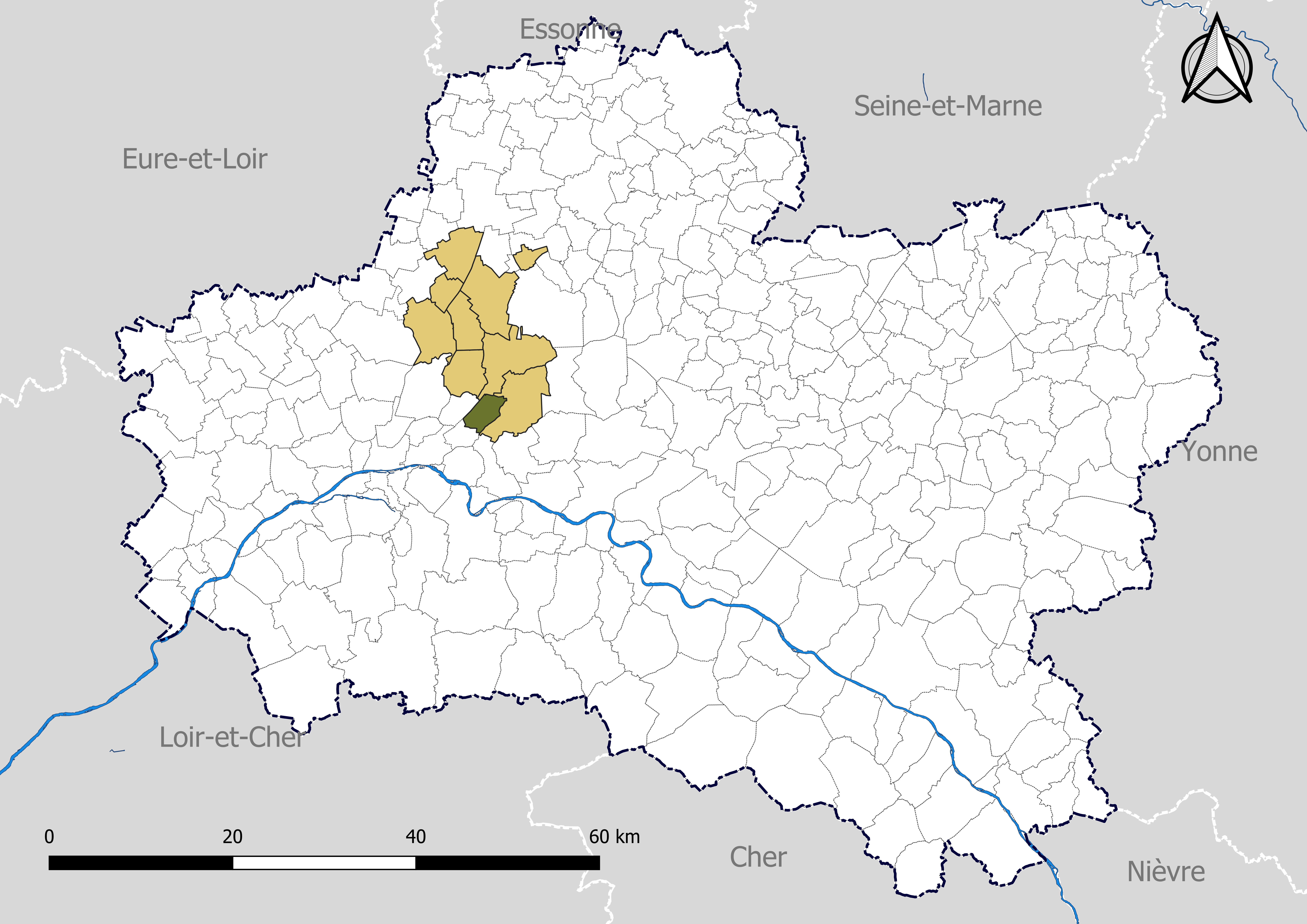
Vennecy dans la communauté de communes de la Forêt en 2020.
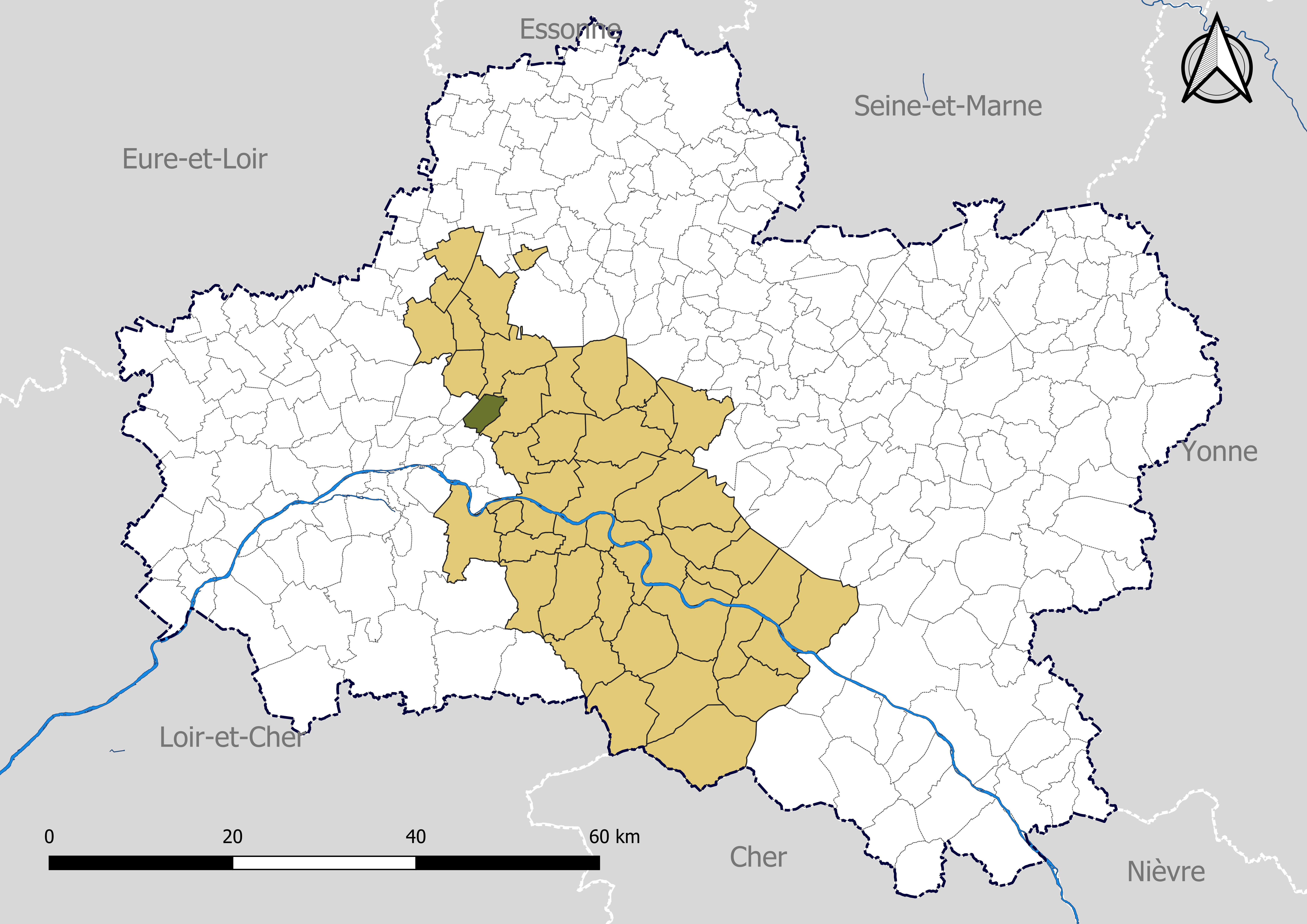
Vennecy dans le Pôle d'équilibre territorial et rural (PETR) Forêt d'Orléans-Loire-Sologne en 2020.
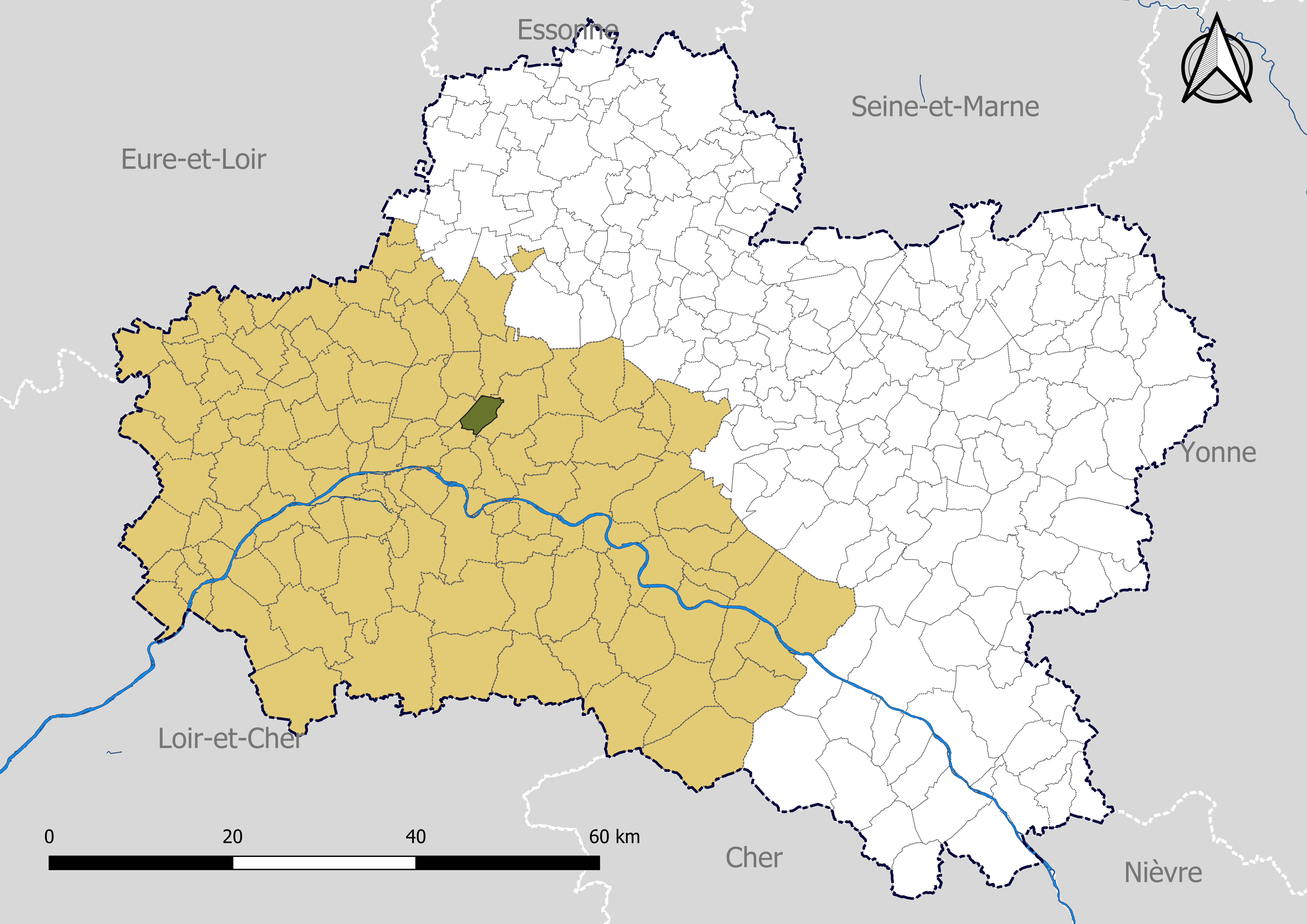
Vennecy dans l'arrondissement d'Orléans en 2020.

### Politique et administration municipales

#### Conseil municipal et maire

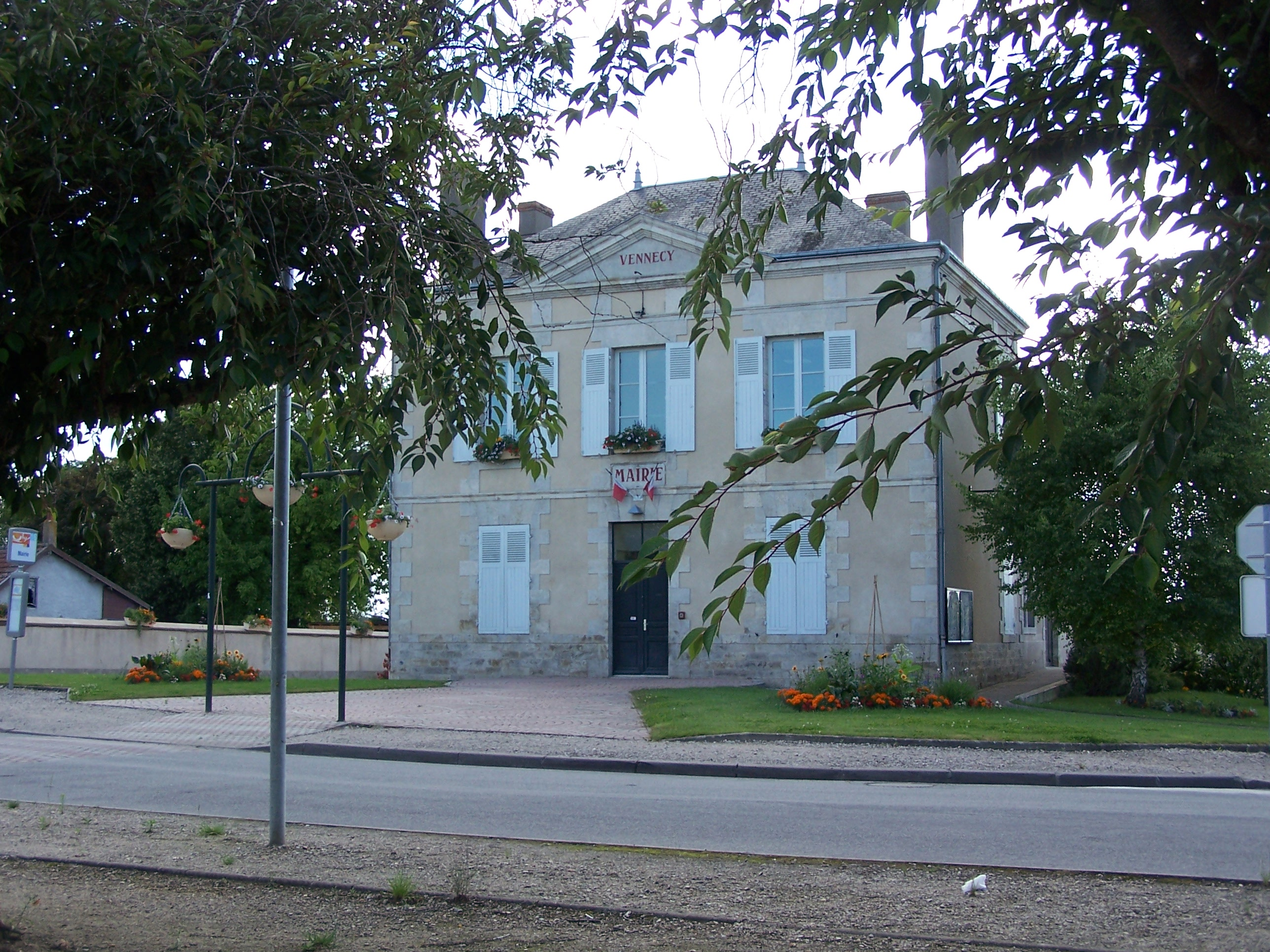
Mairie de Vennecy.

Depuis les élections municipales de 2014, le conseil municipal de Vennecy, commune de plus de 1 000 habitants, est élu au scrutin proportionnel de liste à deux tours (sans aucune modification possible de la liste),  pour un mandat de six ans renouvelable. Il est composé de 19 membres. L'exécutif communal est constitué par le maire, élu par le conseil municipal parmi ses membres, pour un mandat de six ans, c'est-à-dire pour la durée du mandat du conseil. Roger Deslandes est maire depuis 2014.
| Période                                  | Période   | Identité        | Étiquette | Qualité                                 |
| ---------------------------------------- | --------- | --------------- | --------- | --------------------------------------- |
| Les données manquantes sont à compléter. |           |                 |           |                                         |
| mars 1971                                | mars 2001 | Claude Venon    |           | Maire honoraire                         |
| mars 2001                                | mars 2008 | Serge Lefebvre  | DVD       |                                         |
| mars 2008                                | mars 2014 | Thérèse Cogniou |           |                                         |
| mars 2014                                | En cours  | Roger Deslandes |           | Retraité Réélu pour le mandat 2020-2026 |

## Équipements et services

### Environnement

#### Gestion des déchets
Au 31 décembre 2016, la commune est membre du SITOMAP de la région Pithiviers, créé en 1968. Celui-ci assure la collecte et le traitement des ordures ménagères résiduelles, des emballages ménagers recyclables  et des encombrants en porte à porte et du verre en points d’apport volontaire. Un réseau de huit déchèteries accueille les encombrants et autres déchets spécifiques (déchets verts, déchets dangereux, gravats, ferraille, cartons…). La déchèterie la plus proche de la commune est située sur la commune de Loury.
L'élimination et la valorisation énergétique des déchets ménagers et de ceux issus de la collecte sélective sont effectuées dans l'outil de traitement appelé BEGEVAL, installé à Pithiviers et géré par le syndicat de traitement Beauce Gâtinais Valorisation (BGV) qui regroupe le territoire des trois syndicats de collecte : SMETOM, SITOMAP et SIRTOMRA. Cet outil est composé d’un centre de valorisation matière qui trie les emballages issus de la collecte sélective, les journaux-magazines et les cartons de déchèteries, et d’un centre de valorisation énergétique qui incinère les ordures ménagères résiduelles et le tout-venant incinérable des déchèteries ainsi que les refus du centre de tri.
Depuis le 1er janvier 2017, la « gestion des déchets ménagers » ne fait plus partie des compétences de la commune mais est une compétence obligatoire de la communauté de communes de la Forêt en application de la loi NOTRe du 7 août 2015.

#### Production et distribution d'eau
Le service public d’eau potable est une compétence obligatoire des communes depuis l’adoption de la loi du 30 décembre 2006 sur l’eau et les milieux aquatiques. Au 31 décembre 2016, la production et la distribution de l'eau potable sur le territoire communal sont assurées par le syndicat intercommunal d'alimentation en eau potable des Usages, un syndicat créé en 1958 desservant quatre communes : Chanteau, Marigny-les-Usages, Rebréchien et Vennecy, la commune elle-même.
La loi NOTRe du 7 août 2015 prévoit que le transfert des compétences « eau et assainissement » vers les communautés de communes sera obligatoire à compter du 1er janvier 2020. Le transfert d’une compétence entraîne  de  facto  la  mise  à disposition  gratuite  de  plein droit des biens, équipements et services publics utilisés, à la date du transfert, pour l'exercice de ces compétences et la substitution de la communauté dans les droits et obligations des communes,.

#### Assainissement
La compétence assainissement, qui recouvre obligatoirement la collecte, le transport et l’épuration des eaux usées, l’élimination des boues produites, ainsi que le contrôle des raccordements aux réseaux publics de collecte, est assurée  par la commune elle-même.
La commune est raccordée à une station d'épuration située sur le territoire communal mise en service le 22 mars 2011 et dont la capacité nominale de traitement est de  2 100 EH, soit 375 m3/jour. Cet équipement utilise un procédé d'épuration biologique dit « à boues activées ». Son exploitation est assurée par Vennecy,.
L’assainissement non collectif (ANC) désigne les installations individuelles de traitement des eaux domestiques qui ne sont pas desservies par un réseau public de collecte des eaux usées et qui doivent en conséquence traiter elles-mêmes leurs eaux usées avant de les rejeter dans le milieu naturel. En 2016, la communauté de communes de la Forêt assure le service public d'assainissement non collectif (SPANC), qui a pour mission de vérifier la bonne exécution des travaux de réalisation et de réhabilitation, ainsi que le bon fonctionnement et l’entretien des installations,.

## Population et société

### Démographie

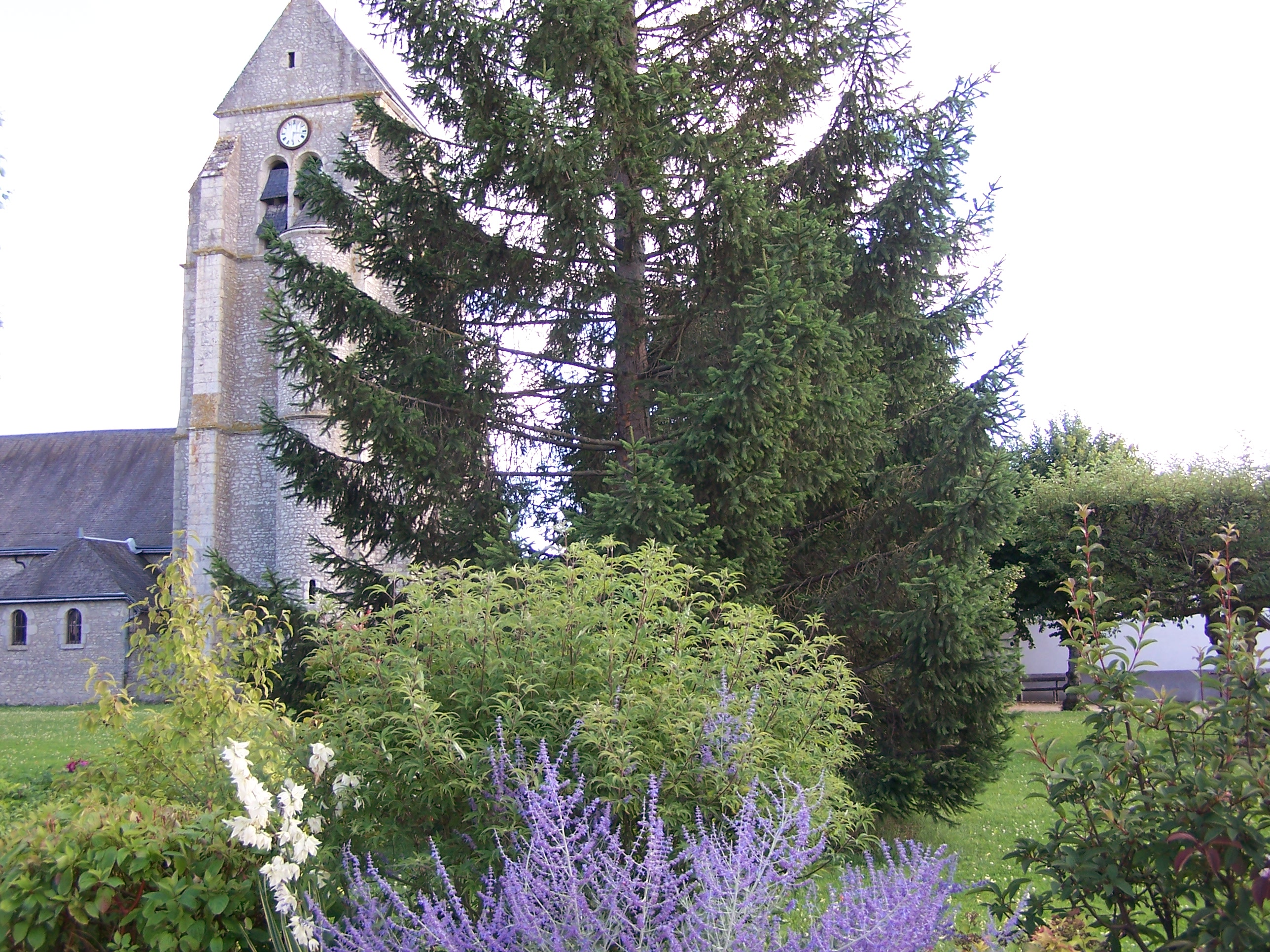
Église de Vennecy.

L'évolution du nombre d'habitants est connue à travers les recensements de la population effectués dans la commune depuis 1793. Pour les communes de moins de 10 000 habitants, une enquête de recensement portant sur toute la population est réalisée tous les cinq ans, les populations de référence des années intermédiaires étant quant à elles estimées par interpolation ou extrapolation. Pour la commune, le premier recensement exhaustif entrant dans le cadre du nouveau dispositif a été réalisé en 2008.
En 2022, la commune comptait 2 045 habitants, en évolution de +17,8 % par rapport à 2016 (Loiret : +1,89 %, France hors Mayotte : +2,11 %).
| 1793 | 1800 | 1806 | 1821 | 1831 | 1836 | 1841 | 1846 | 1851 |
| ---- | ---- | ---- | ---- | ---- | ---- | ---- | ---- | ---- |
| 364  | 420  | 451  | 455  | 495  | 560  | 590  | 635  | 636  |

| 1856 | 1861 | 1866 | 1872 | 1876 | 1881 | 1886 | 1891 | 1896 |
| ---- | ---- | ---- | ---- | ---- | ---- | ---- | ---- | ---- |
| 628  | 627  | 636  | 629  | 623  | 605  | 589  | 597  | 592  |

| 1901 | 1906 | 1911 | 1921 | 1926 | 1931 | 1936 | 1946 | 1954 |
| ---- | ---- | ---- | ---- | ---- | ---- | ---- | ---- | ---- |
| 584  | 531  | 487  | 476  | 485  | 465  | 414  | 430  | 451  |

| 1962 | 1968 | 1975 | 1982 | 1990 | 1999  | 2006  | 2008  | 2013  |
| ---- | ---- | ---- | ---- | ---- | ----- | ----- | ----- | ----- |
| 501  | 543  | 731  | 932  | 987  | 1 299 | 1 362 | 1 380 | 1 537 |

| 2018  | 2022  | - | - | - | - | - | - | - |
| ----- | ----- | - | - | - | - | - | - | - |
| 1 887 | 2 045 | - | - | - | - | - | - | - |

## Culture locale et patrimoine
Fête du village dernier week-end d'août.

### Lieux et monuments

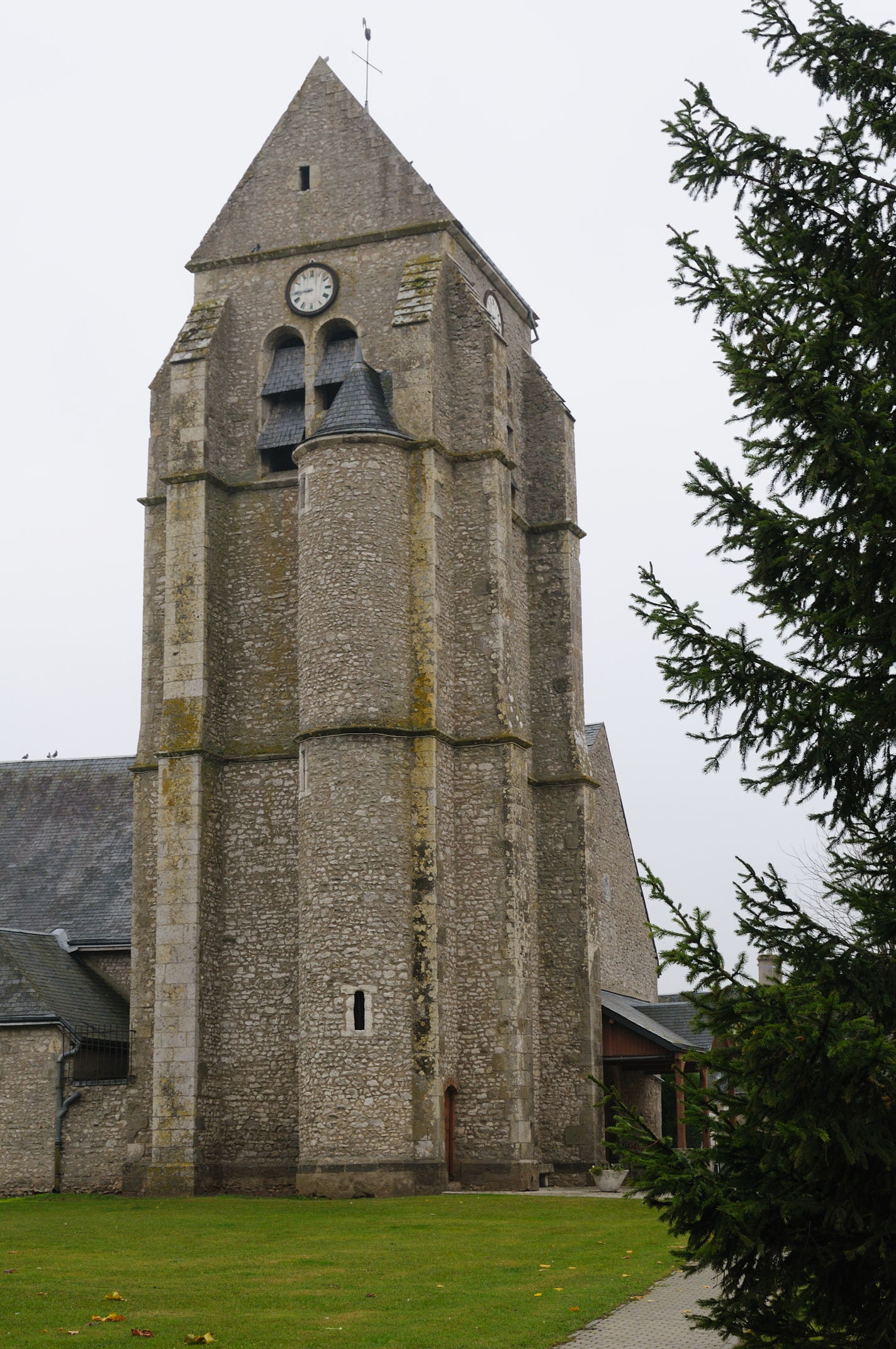
L'église.

- Église Saint-Symphorien.

### Personnalités liées à la commune
- Jules Lemaître (1853-1914), écrivain et critique dramatique.

### Héraldique
| Blason de Vennecy | Les armes de Vennecy se blasonnent ainsi : D'or au sautoir de sinople accosté de deux feuilles de chêne du même. |